# Malevolent Creation
Malevolent Creation est un groupe de death metal américain, originaire de Buffalo, dans l'État de New York. La formation originale du groupe se compose du chanteur Brett Hoffmann, des guitaristes Phil Fasciana et Jeff Juskiewicz, du bassiste Jason Blachowicz, et du batteur Mark Simpson. Phil Fasciana est le seul membre de cette formation encore présent.
Le groupe se délocalise en Floride un an après s'être formé, et s'impose dans la scène death metal locale, qui les mène à un contrat avec Roadrunner Records qui les aide à développer le son « death metal de Floride ». En 1991, leur premier album, The Ten Commandments, s'impose dans la scène death metal underground.

## Biographie
Malevolent Creation est formé à New York en 1987,. En 1990, le groupe enregistre et publie trois chansons en une démo simplement intitulée Demo 1990. En 1991 sort leur premier album, The Ten Commandments, qui s'impose dans la scène death metal underground. Le guitariste Jeff Juszkiewicz se sépare du groupe, la même année. En avril 1992, le groupe publie son deuxième album, Retribution, qui, comme pour leur premier opus, est enregistré aux studios Morrisound avec au mixage Scott Burns.
Leur troisième album, Stillborn, qui fait participer une formation stable du groupe, est publié en octobre 1993. Cependant, le bon accueil n'est pas au rendez-vous, principalement à cause de la mauvaise qualité de production. Malevolent Creation tourne ensuite en promotion à l'album, avec un passage au Milwaukee Metalfest. Trois chansons émergeront pour la sortie d'un split-album avec Cancer, Exhorder et Suffocation, intitulé Live Death, publié au label Restless Records. En 1994, Fasciana et Barrett sont rejoints en studio par le batteur « Crazy » pour former un projet parallèle appelé Hateplow.
En 1995, Malevolent Creation se sépare de son label Roadrunner Records, et signe au label Pavement Music. Des démos sont enregistrées aux côtés du bassiste Jason Blachowicz et du batteur Dave Culross, et cette formation enregistre son nouvel album, Eternal, publié en août 1996. En 1997 sort la compilation Joe Black, qui comprend des chansons exclusives, de démos et une reprise de la chanson Raining Blood de Slayer. La même année, cette formation, qui comprend le batteur Derek Roddy (recruté par le groupe après la mort tragique de Crazy Larry en mai dans un incendie), ne comprend plus que les membres originaux Blaschowicz et Fasciana. Leur nouvel album, In Cold Blood, est publié en 1997. Hoffman revient pour l'album Fine Art of Murder en 1998. Le groupe comprend désormais Hoffmann, Fasciana, Barrett, le bassiste Gordon Simms et le batteur Dave Culross. Blachowicz, Soars et Roddy se réuniront pour former le groupe Divine Empire, et publient l'album Redemption, suivi de l'album Doomed To Inherit.
Malevolent Creation signe un contrat avec Extreme Management Group (Suffocation, Origin) en 2010 et annonce un nouvel album pour le 5 avril 2010 avec Erik Rutan, enregistré aux Mana Recording Studios (Cannibal Corpse, Vital Remains, Goatwhore, etc.),. Le 15 octobre 2014, Malevolent Creation annonce la signature d'un contrat de distribution  à l'international chez Century Media Records.
En 2015, ils publient leur douzième album, Dead Man's Path, chez Century Media,,. En juillet 2016, le groupe annonce sa première tournée américaine en l'espace de cinq ans en octobre. Ils soutiendront leur dernier album, Dead Man's Path, et joueront leur premier album The Ten Commandments pour fêter ses 25 ans d'existence.

## Membres

### Membres actuels
- Phil Fasciana - guitare (depuis 1987)
- Lee Wollenschlaeger - chant, guitare (2017 - present)
- Justin DiPinto - batterie (2002–2003, depuis 2014)
- Gio Geraca - guitare (depuis 2009), basse (2009–2010)

### Anciens membres
- Brett Hoffman - chant (1987–1993, 1998–2001, 2006 - Die July 7, 2018)

- Scott O'Dell - basse
- Greg St. John - basse
- Dave X - basse
- Joe Schnessel - batterie
- Jason Hagan - guitare
- Mark van Erp - basse (1987–1990)
- Mark Simpson - batterie (1987–1991)
- Jason Blachowicz - basse (1987, 1991–1997, 2005–2007, 2010–2016), chant (1995–1997)
- Dennis Kubas - batterie (1987)
- Jim Nickles - guitare (1987)
- Jon Rubin - guitare (1987–1990, 1993–1996, 2005–2008)
- Lee Harrison - batterie (1989)
- Jeff Juszkiewicz - guitare (1991)
- Alex Marquez - batterie (1992–1994)
- Rob Barrett - guitare (1992-1993, 1998–2005)
- Larry Hawke - batterie (1993)
- Dave Culross - batterie (1995, 1998–2001, 2003–2004, 2007)
- Derek Roddy - batterie (1996–1997)
- John Paul Soars - guitare (1997)
- Gordon Simms - basse (1998–2005)
- Kyle Symons - chant (2001–2006)
- Tony Laureano -  batterie (2003)
- Marco Martell - basse (2007–2008), guitare (2007–2010)
- Fabian Aguirre -  batterie (2007–2010)
- Gus Rios - batterie (2007 ; 2010–2014)

## Discographie
- 1990 : The Ten Commandments
- 1992 : Retribution
- 1993 : Stillborn
- 1995 : Eternal
- 1996 : Joe Black
- 1997 : In Cold Blood
- 1998 : The Fine Art of Murder
- 2000 : Manifestation
- 2000 : Envenomed
- 2002 : The Will to Kill
- 2004 : Conquering South America
- 2004 : Warkult
- 2007 : Doomsday X
- 2010 : Invidious Dominion
- 2015 : Dead Man's Path
- 2019 : The 13th Beast